# Новаковські (герб)
[[Файл:|міні|Герб Новаковський галицький]]
Новаковські (Три місяці відмінний; пол. Nowakowski, Krociusz, Trzy Księżyce odm.) — шляхетський герб на основі герба Кроціущ італійського походження.

## Опис герба
Відомі три варіанти цього герба. Найбільш часто зустрічається такий опис: у блакитному полі три срібні місяці два та один. Над шоломом в короні три пера страуса.
Герб походить безпосередньо від практично ідентичного герба Кроціущ (Строцькі II), з тією, однак, різницею, що там місяці були розташовані в один ряд. Герб цей був визнаний вперше за сім'єю неофітів Новаковських 1764 року. На жаль, документ про нобілітацію не зберігся.
Деякі геральдичні дослідження часто помилково визначають герб Новаковський як Кроціущ або Три Місяця через схожість між ними. В гербовниках сім'я Новаковських визначається як носії власного герба без вказівки імені герба або герба Три Місяця.
М. Мізес у книзі З роду єврейського видає: Новаковські герба Три Місяця вилегітимовані 1853 року. Віктор Новаковський з Радома герба Три Місяця є син Франца, онук Томаса і правнук Новаківського, неофітів литовських. З цього ж роду вилегітимований в Галичині 1787 р. Станіслав.
У гербовнику Каспера несецького йдеться про герб під девізом «Три Місяця» (t.9, с. 142): Цим гербом колись користувався Діолнізій, а по-нашому Дзівіч, єпископ Познанський, який, за словами Длугоша прибув в 1106 р., але те, що ніякого роду в Польщі нема, який би цим гербом пишався, для цього ні його кладу, ні я описую.
Книга Herbowa Rodów Polskich Ю. Островського описує герб так:
- Новаковський І (Nowakowski, Strocyusz, Krocyusz, Trzy Księżyce odm)): у блакитному полі три золоті півмісяці: два та один рогами вправо. Над шоломом в короні три пера страуса. Герб родини Новаковських вилегітимований у Галичині 1782 р. і 1787, в царстві Польському ж 1842 року.

- Новаковський II (Nowakowski II): на четвертованому щиті у першому червоному полі гусак вліво, в II і III зеленому — три срібні стріли вістрям вгору, в IV блакитному — на зеленому пагорбі дерево. Намет без кольорів. Герб родини польського походження в Прусії. Sieb. III.2.234; Riet.

## Гербовий рід
Новаковський

### Відомі власники
- Станіслав Новаковський (1763—1841) — скарбник
- Леон Новаковський (?—1843)